# HD 139357 b
HD 139357 b (بالإنجليزية: HD 139357 b)‏ الذي يرمز له بالرمز HD 139357b، هو كوكب خارج المجموعة الشمسية، في كوكبة التنين، يتبع HD 139357 ‏.

## الاكتشاف
اكتشف في 20 مارس 2009.